# Melanagromyza chaerophylli
Melanagromyza chaerophylli är en tvåvingeart som beskrevs av Spencer 1969. Melanagromyza chaerophylli ingår i släktet Melanagromyza och familjen minerarflugor.
Artens utbredningsområde är Tyskland. Inga underarter finns listade i Catalogue of Life.